# Любен Каравелово
Любен Каравелово е село в Североизточна България. То се намира в община Аксаково, област Варна. Старото му име е Саръ гьол („Жълто езеро“).

## История
Запазени са сведения от 1913 г. относно действията на румънската войска, завзела селото по време на Междусъюзническата война.
В селото е създадено селско общинско управление към Варненска околия (Ф. 157 К, 17 а. е., 1923-1943 г.), което включва селата: Любен Каравелово (Саръ гьол), Изворско (Дервент), Крумово (Горна Кумлуджа), Пясъчник (Долна Кумлуджа, Къзълбаш), Новаково (Ени махле),  Зорница (Доуджа), Водица (Суджас кьой) и Веселин (Татар махле - днес част от Любен Каравелово). През 1914 г. в село Веселин функционира държавна жребцова станция под контрола на варненския окръжен ветеринарен лекар, а през 1950 г. в селото функционира всестранна взаимоспомагателна кооперация.
На 9 март 1935 г. в селото се състои районна стопанска конференция. Запазени са сведения за селото като средище на културния живот в първата половина на 1944 г.

## Население
Численост на населението според преброяванията през годините:
| \| Година на преброяване \| Численост \| \| --------------------- \| --------- \| \| 1934 \| 1195 \| \| 1946 \| 1133 \| \| 1956 \| 985 \| \| 1965 \| 970 \| \| 1975 \| 1053 \| \| 1985 \| 936 \| \| 1992 \| 1013 \| \| 2001 \| 1342 \| \| 2011 \| 1539 \| \| 2021 \| 1491 \| |           |
| Година на преброяване | Численост |
| 1934 | 1195      |
| 1946 | 1133      |
| 1956 | 985       |
| 1965 | 970       |
| 1975 | 1053      |
| 1985 | 936       |
| 1992 | 1013      |
| 2001 | 1342      |
| 2011 | 1539      |
| 2021 | 1491      |

### Етнически състав

#### Преброяване на населението през 2011 г.
Численост и дял на етническите групи според преброяването на населението през 2011 г.:
|                     | Численост | Дял (в %) |
| Общо                | 1539      | 100.00    |
| Българи             | 214       | 13.90     |
| Турци               | 13        | 0.84      |
| Роми                | 1065      | 69.20     |
| Други               | 169       | 10.98     |
| Не се самоопределят | 72        | 4.67      |
| Неотговорили        | 6         | 0.38      |

## Личности
- Вълкан Шопов – министър на земеделието (1968-1973)
- Калуди Калудов – български оперен певец (р. 1953)[12]

## Други
Транспортните връзки с Варна са автобусни линии – №54